# Valentina Leone
Valentina Leone (* 23. Oktober 2005 in Köln, Nordrhein-Westfalen) ist eine deutsche Theater- und Filmschauspielerin.

## Leben
Leone wurde am 23. Oktober 2005 in Köln geboren und spricht Englisch, Französisch und Italienisch. Seit 2011 besucht sie die Kölner Schule für Körperbeherrschung und Bewegungseleganz. Von 2016 bis 2017 besuchte sie die TASK Schauspielschule für Kinder und Jugendliche in Köln. Seit 2017 macht sie ihre Schauspielausbildung an der BellAcademia ebenfalls in Köln. Seit 2018 spielt sie in Bühnenstücken der BellAcademia mit. Ihr Filmschauspieldebüt gab sie 2018 in Nebenrollen in den Spielfilmen Liliane Susewind und Die drei !!!. 2020 folgte eine Episodenrolle in der Fernsehserie Think Big!. Von 2021 bis 2024 stellte sie die Rolle der Emiliana in der Vorabend-Fernsehserie Rentnercops dar.

## Filmografie (Auswahl)
- 2018: Liliane Susewind
- 2019: Die drei !!!
- 2020: Think Big! (Fernsehserie, Episode 1×02)
- 2021: Hype (Mini-Serie)
- 2021–2024: Rentnercops (Fernsehserie, 22 Episoden)
- 2023: Wäldern

## Theater (Auswahl)
- 2018: Frau Rauh wird versetzt, Regie: Isabella Schmid (BellAcademia)
- 2019: Sommernachts-Alptraum, Regie: Isabella Schmid (BellAcademia)
- 2019–2020: Flatterflug, Regie: Isabella Schmid (BellAcademia)
- 2020: Crazy House, Regie: Isabella Schmid (BellAcademia)
- 2021: Die große Lüge oder Tomate & Mozzarella, Eigenregie (BellAcademia)